# Poeciliinae
Ne doit pas être confondu avec Poeciliidae.
Sous-famille
Les Poeciliinae sont une sous-famille de poissons ovovivipares d'eau douce de l'ordre des Cyprinodontiformes, de la famille des Poeciliidae.

## Liste des genres
- genre Alfaro Meek, 1912
- genre Belonesox Kner, 1860
- genre Brachyrhaphis Regan, 1913
- genre Carlhubbsia Whitley, 1951
- genre Cnesterodon Garman, 1895
- genre Gambusia Poey, 1854
- genre Girardinus Poey, 1854
- genre Heterandria Agassiz, 1853
- genre Limia Poey, 1854
- genre Micropoecilia Hubbs, 1926
- genre Neoheterandria Henn, 1916
- genre Pamphorichthys Regan, 1913
- genre Phallichthys Hubbs, 1924
- genre Phalloceros Eigenmann, 1907
- genre Phalloptychus Eigenmann, 1907
- genre Phallotorynus Henn, 1916
- genre Poecilia Bloch et Schneider, 1801
- genre Poeciliopsis Regan, 1913
- genre Priapella Regan, 1913
- genre Priapichthys Regan, 1913
- genre Pseudopoecilia Regan, 1913
- genre Quintana Hubbs, 1934
- genre Scolichthys Rosen, 1967
- genre Tomeurus Eigenmann, 1909
- genre Xenodexia Hubbs, 1950
- genre Xenophallus Hubbs, 1924
- genre Xiphophorus Heckel, 1848